# Гилтай, Гурт
Гурт Гилтай (нидерл. Goert Giltay, 3 марта 1952, Зандвоорт) — нидерландский кинооператор.

## Биография
Учился в Академии изобразительного искусства (1970—1971), закончил Киноакадемию (1976). Начинал в короткометражном документальном кино. С 1986 — постоянный оператор Йоса Стеллинга.

## Избранная фильмография
- 1986 — Стрелочник / De Wisselwachter (Й.Стеллинг)
- 1995 — Летучий голландец / De Vliegende Hollander (Й.Стеллинг, Серебряная лягушка на кинофестивале операторского искусства в Лодзи)
- 1996 — Зал ожидания / De Wachtkamer (Й.Стеллинг)
- 1999 — Ни поездов, ни самолётов / No Trains No Planes (Й.Стеллинг)
- 2000 — Бензоколонка /  The Gas Station (Й.Стеллинг)
- 2001 — Герметизация / De verlossing (Хьюго Клаус)
- 2002 — Каменный плот / La balsa de piedra  (Джордж Слейзер, по одноименному роману Жозе Сарамаго)
- 2003 — Галерея / The Gallery (Й.Стеллинг)
- 2007 — Душка / Duska (Й.Стеллинг)
- 2012 — Девушка и смерть / Het Meisje en de Dood (Й.Стеллинг)
- 2016 — Подлинный Вермеер / Een echte Vermeer (Р. ван ден Берг)

## Признание
- Золотой телёнок Нидерландского кинофестиваля (1993) за фильмы последних пяти лет.